# Kałaczkiwci
Kałaczkiwci (ukr. Калачківці) – wieś na Ukrainie, w obwodzie chmielnickim, w rejonie kamienieckim, w hromadzie Kitajgród. W 2001 liczyła 394 mieszkańców, spośród których 393 wskazało jako ojczysty język ukraiński, a 1 rosyjski.